# Blet
Blet település Franciaországban, Cher megyében. Lakosainak száma 565 fő (2022. január 1.). Blet Chalivoy-Milon, Charly, Chaumont, Givardon, Lantan, Sagonne és Osmery községekkel határos.

## Népesség
A település népessége az elmúlt években az alábbi módon változott:
| Lakosok száma | 730  | 713  | 689  | 637  | 627  | 587  | 575  | 568  | 563  | 565  |
|               | 1968 | 1982 | 1990 | 2006 | 2013 | 2015 | 2017 | 2019 | 2020 | 2022 |